# Општина Томешти (Хунедоара)
Томешти (рум. Tomeşti) општина је у Румунији у округу Хунедоара.
Oпштина се налази на надморској висини од 303 m.